# Franz Wolfgang Demont
Franz Wolfgang Demont SCI (* 22. November 1880 in Burtscheid; † 15. Juni 1964) war Apostolischer Vikar von Aliwal.

## Leben
Er wurde am 25. April 1905 zum Priester geweiht. Der Papst ernannte ihn am 27. Juli 1923 zum Apostolischen Präfekten von Gariep. Am 27. Januar 1936 ernannte ihn Pius XI. zum Titularbischof von Usinaza und zum Apostolischen Vikar von Aliwal. Der Bischof von Aachen, Joseph Heinrich Peter Vogt, spendete ihm am 22. März desselben Jahres die Bischofsweihe; Mitkonsekratoren waren Hermann Joseph Sträter, Weihbischof in Aachen, und Gerard Vesters MSC, Apostolischer Vikar von Rabaul.
Von seinem Amt trat er am 3. Februar 1944 zurück. Er nahm an den ersten beiden Sitzungen des Zweiten Vatikanischen Konzils teil. 